# 中西立太
中西 立太（なかにし りった、1934年3月18日 - 2009年1月11日）は、日本のイラストレーター。「歴史画」の第一人者といわれている。

## 人物
長野県上田市生まれ。1952年長野県上田松尾高等学校卒業。
1955年小学館で小さなカットなどの仕事をはじめる。
1962年小学館科学図説シリーズ『人類の誕生』で第8回サンケイ児童出版文化賞受賞。
1964年小学館科学図説シリーズ全体で第11回サンケイ児童出版文化賞大賞受賞。

## 主な作品
- 『登呂遺跡のなぞ』（たかしよいち、国土社、古代発掘物語全集1） 1968
- 『北京原人のなぞ』（たかしよいち、国土社、古代発掘物語全集2） 1968
- 『黄金の国となぞの文字』（たかしよいち、国土社、古代発掘物語全集3） 1968
- 『砂漠となぞの壁画』（たかしよいち、国土社、古代発掘物語全集4） 1968
- 『よみがえる死の都』（たかしよいち、国土社、古代発掘物語全集5） 1968
- 『マンモスの狩人』（たかしよいち、国土社、古代発掘物語全集6） 1968
- 『手のある神殿の秘密』（たかしよいち、国土社、古代発掘物語全集7） 1967
- 『化石動物をさぐる』（たかしよいち、岩崎書店、岩崎少年文庫） 1977
- 『シューベルト』（坪田理基男、主婦の友社、少年少女世界伝記全集18） 1977
- 『チャーチル』（かのりゅう、集英社、母と子の世界の伝記39） 1977
- 『化石魚シーラカンス』（たかしよいち、国土社、なぞの古代生物 2 カラー版） 1981
- 『まぼろし動物デスモスチルス』（たかしよいち、国土社、なぞの古代生物 5 カラー版） 1982
- 『アシカよ もどってこい』（雑賀毅、小学館、小学館の動物ノンフィクション4） 1983
- 『なぞの宇宙基地 - 宇宙戦士キール・ランダー1』（ダグラス・ヒル、真崎義博訳、ポプラ社、ポプラ社のSF冒険文庫） 1984
- 『恐怖の改造人間 - 宇宙戦士キール・ランダー2』（ダグラス・ヒル、真崎義博訳、ポプラ社、ポプラ社のSF冒険文庫） 1984
- 『黄金のサイボーグ - 宇宙戦士キール・ランダー3』（ダグラス・ヒル、真崎義博訳、ポプラ社、ポプラ社のSF冒険文庫） 1984
- 『最後の惑星戦争 - 宇宙戦士キール・ランダー4』（ダグラス・ヒル、真崎義博訳、ポプラ社、ポプラ社のSF冒険文庫） 1984
- 『江戸城と大奥』（学習研究社、ピクトリアル江戸1） 1988
- 『織田信長 - 歴史おもしろゼミナール』（講談社KK文庫） 1991
- 『豊臣秀吉 - 歴史おもしろゼミナール』（講談社KK文庫） 1992
- 『徳川家康 - 歴史おもしろゼミナール』（講談社KK文庫） 1993
- 『日本の歩兵火器』（大日本絵画） 1998
- 『かわいいどうぶつ』（三越左千夫、偕成社、幼児のずかん 第5集 1） 2000
- 『日本の軍装 幕末から日露戦争 1841～1929』（大日本絵画） 2001
- 『日本の軍装 1930～1945』（大日本絵画） 2001
- 『図解 日本陸軍歩兵』（田中正人文、並木書房） 2006
- 『戦国時代の合戦と武具 - 彩色して完成させる合戦絵巻 歴史画の第一人者中西立太が描く戦国の世界』（新人物往来社、塗る+わかる歴史絵シリーズ） 2006
- 『太平洋戦争戦と兵器 - 彩色して完成させる激戦史 歴史画の第一人者中西立太が描く太平洋戦争』（新人物往来社、塗る+わかる歴史絵シリーズ） 2006
- 『日本甲冑史〈上巻〉弥生時代から室町時代』（大日本絵画） 2008
- 『日本甲冑史〈下巻〉戦国時代から江戸時代』（大日本絵画） 2008
- 『日本人いのちと健康の歴史2 はじめての病院ができる - 中世』（加藤文三, 渡部喜美子編、農山漁村文化協会） 2008
- 『知るほど楽しい鎌倉時代』（多賀譲治、理工図書） 2011

他